# McKinney’s Cotton Pickers
McKinney’s Cotton Pickers war eine US-amerikanische Jazzband, die 1922 von William McKinney in Springfield (Ohio) gegründet wurde und bis 1934 bestand.

## Geschichte
Bekannt wurde die Band unter der Leitung von Don Redman, der 1927 das Fletcher-Henderson-Orchester verließ, um bis 1931 der musikalische Leiter der Cotton Pickers zu bleiben. Unter seiner Leitung galt die Band neben Duke Ellington und Fletcher Henderson als wichtigster Vorbereiter des Swing. Mitglieder waren u. a. so bekannte Musiker wie Benny Carter, Coleman Hawkins, Fats Waller, Roy Eldridge, Doc Cheatham und kurzfristig auch Sidney De Paris.
Der Formation gelangen lediglich zwei Hits in den Billboard Top 30, im Dezember 1928 mit „Milenberg Joys“ (#17), der bei der ersten Studiosession im Juli 1928 (u. a. mit Cuba Austin, John Nesbitt und Todd Rhodes) entstand, sowie ein Nummer-1-Hit mit „If I Could Be with You (one Hour Tonight)“ unter Don Redman im August 1930 für Victor Records. Ihre letzte Aufnahme spielte die Formation am 8. September 1931 ein, diesmal unter Benny Carters Leitung. Die Band löste sich 1934 auf, nachdem ein großer kommerzielle Erfolg ausblieb.

## New McKinney’s Cotton Pickers
In den 1970er Jahren spielten die New McKinney’s Cotton Pickers die alten Arrangements von Redman, wobei auch das alte Bandmitglied David Wilson (Banjo, Gesang) mitspielte. Gründer war 1972 der Altsaxophonist David Hutson, und die Band war ebenfalls in Detroit angesiedelt. 1972 bis 1975 nahmen sie drei Alben für Bountiful Records auf. Weitere Musiker waren Ted Buckner (Altsaxophon), George Benson (Tenorsaxophon) und Paul Klinger und Tommy Saunders am Kornett sowie der Saxophonist Floyd „Candy“ Johnson.